# Zyxommoides breviventre
Zyxommoides breviventre är en trollsländeart som beskrevs av Martin 1921. Zyxommoides breviventre ingår i släktet Zyxommoides och familjen segeltrollsländor. IUCN kategoriserar arten globalt som otillräckligt studerad. Inga underarter finns listade i Catalogue of Life.